# Onthophagus haroldi
Onthophagus haroldi är en skalbaggsart som beskrevs av Ernst Ballion 1870. Onthophagus haroldi ingår i släktet Onthophagus och familjen bladhorningar. Inga underarter finns listade i Catalogue of Life.